# Julio Polet
Julio Emilio Polet (1898 — data de morte desconhecida) foi um ciclista olímpico argentino. Polet representou sua nação em quatro eventos nos Jogos Olímpicos de Verão de 1924, em Paris.